# جورج بيلاس غرينو
جورج بيلاس غرينو (بالإنجليزية: George Bellas Greenough)‏، (18 يناير 1778 - 2 أبريل 1855) عالم جيولوجيا إنجليزي رائد. عرف عنه انه مزج الجيولوجيا بدلا من البحث الأصلي. وهو أول رئيس لجمعية لندن الجيولوجية.